# Lophoproctinus chichinii
Lophoproctinus chichinii är en mångfotingart som beskrevs av Bruno Condé 1951. Lophoproctinus chichinii ingår i släktet Lophoproctinus och familjen Lophoproctidae. Inga underarter finns listade i Catalogue of Life.